# أقسام كيريباتي

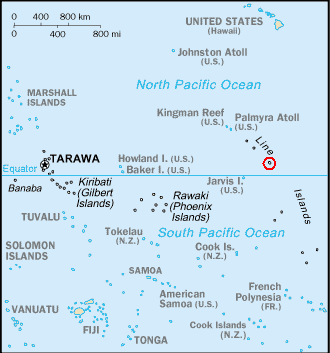

في كيريباتي لا يوجد تقسيم إداري رسمي ولكن يمكن تقسيم الدولة إلى ثلاث مواقع جغرافية وهي :
- جزر غيلبرت
- جزر الخط
- جزر فينكس

وكانت كيريباتي مقسمة إلى 6 ضواحي في السابق قبل الاستقلال وهي :
- بانابا
- تاراوا
- جزر شمال غيلبرت
- جزر غيلبرت الوسطى
- جزر غيلبرت الجنوبية
- جزر لاين

أربعة من الضواحي السابقة تقع في جزر غيلبرت حيث يقطن أغلب سكان الدولة. و 3 فقط من جزر لاين مسكونة وجزر لاين غير مسكونة إلا في كانتون والتي بها 31 شخص فقط وليس لها تمثيل إداري. بانابا قليلة السكان ( يسكنها 295 شخص في عام 2010 فقط ). ولها تمثيل غير منتخب نقل إلى جزيرة رابي.

## مجالس الجزر
عدد الجزر المأهولة في كيريباتي. كل جزيرة مأهولة لها مجلس خاص بها. اثنان من الجزر المرجانية لها أكثر من مجلس واحد وهي : تاراوا لها ثلاث مجالس، و تابيتويا مجلسان ويبلغ عدد المجالس 24 مجلس محلي.
| جزيرة بانابا 1. بانابا - Banaba جزيرة تاراوا 1. بتيو - Betio 2. جنوب تاراوا - South Tarawa 3. شمال تاراوا - North Tarawa جزر شمال غيلبرت 1. جزر ماكين - Makin 2. بوتاريتاري - Butaritari 3. ماراكي - Marakei 4. أبيانغ - Abaiang جزر غيلبرت الوسطى 1. ميانا - Maiana 2. أبيماما - Abemama 3. كوريا - Kuria 4. أرانوكا - Aranuka | جزر غيلبرت الجنوبية 1. نانوتي - Nonouti 2. شمال تابيتويا - North Tabiteuea 3. جنوب تابيتويا - South Tabiteuea 4. جزر بيرو 5. نيكوناو - Nikunau 6. أونوتوا - Onotoa 7. تامانا - Tamana 8. أروراي - Arorae جزر لاين 1. كيريتيماتي - Kiritimati 2. تابواران - Tabuaeran 3. تيراينا - Teraina 4. كانتون - Kanton |